# Franca Visalta
Svatá Franca Visalta, O.Cist. (1170–1218, zvaná též Franca z Piacenzy) byla cisterciácká abatyše.

## Život
Narodila se v Piacenze v roce 1170 a v mládí vstoupila do kláštera benediktinek. Později se odebrala se souhlasem představených do samoty a po nějaké době přešla do kláštera cisterciaček v Rapallo. Následně přesvědčila své rodiče aby iniciovali vznik kláštera pro sestry cisterciačky v Montelaně, kam se přestěhovala. Místní komunita dodržovala velice přísná pravidla. Závěr života prožila Franca Visalta v klášteře v Pitolli. Zde zemřela v roce 1218. Svatořečena byla (uznáním kultu) papežem Řehořem X.